# Ligue celtique
Ne pas confondre avec le Congrès celtique, qui tend à être apolitique.
Pour les articles homonymes, voir Ligue et Celtic League.
 (août 2010).
Si vous disposez d'ouvrages ou d'articles de référence ou si vous connaissez des sites web de qualité traitant du thème abordé ici, merci de compléter l'article en donnant les références utiles à sa vérifiabilité et en les liant à la section « Notes et références ».
La Ligue celtique (en anglais : Celtic League ; en breton : Kevre keltiek ; en cornique : Kesunyans Keltek ; en gaélique écossais : Comann Eadar-Cheilteach ; en gallois : Gynghrair Geltaidd ; en irlandais : Conradh Ceilteach ; en mannois : Commeeys Celtiagh) est un mouvement politique et culturel dans les pays celtiques suivants : l'Irlande, l'Écosse, le Pays de Galles, la Bretagne, les Cornouailles et l'île de Man.

## Objectifs
La Ligue celtique possède des sections dans les pays celtiques des îles Britanniques et en Bretagne. Son but est de promouvoir la coopération entre ces pays et elle mène des campagnes dans une vaste gamme de domaines politiques, culturels et environnementaux. Elle lutte contre les violations des droits de l’homme. 
Le but fondamental de la Ligue celtique est de contribuer, comme organisation internationale, aux luttes des six nations celtiques pour fixer ou gagner leur liberté politique, culturelle, sociale et économique. Ceci inclut :
- « stimulation de la coopération entre les peuples celtiques.
- développement de la conscience du rapport et de la solidarité particulières qui doit s'exercer entre eux.
- faire que leurs luttes et accomplissements soient connus à l'étranger.
- faire campagne pour une association des nations celtiques pouvant naître une fois que deux ou plus de ces nations auront réalisé l'autonomie.
- préconiser l'utilisation des ressources de chacun des pays celtiques au profit de toutes ses personnes.
- chaque nation celtique est conditionnée par une histoire différente et donc nous ne devons pas nous attendre à une uniformité de pensée, mais nous permettons au titre de la diversité de nous exprimer dans la ligue celtique. De cette façon, nous pouvons mieux identifier les domaines de coopération possible et par la suite formuler une politique commune détaillée. Avec ce programme, nous pouvons établir que les types de relations entre nos communautés leur permettront d'apprécier nos esprits de liberté par rapport à l'individu et au principe de communauté. »

En d'autres termes, la Ligue celtique vise à rassembler les divers mouvements nationalistes de ces six pays. Bien souvent, la langue et les organismes culturels y jouent un rôle. Il existe une certaine évolution de ses objectifs, qui a tendance à s'étendre à une fédération reprenant les lignes du Conseil nordique.
Ce mouvement fait campagne également pour la réunification de l'Irlande, et le retour du département de la Loire-Atlantique en Bretagne.

## Branches
Les six branches principales sont habituellement mentionnées par le nom du pays dans la langue celtique locale. Ainsi, l'Irlande est connue comme Éire, l'Écosse comme Alba, le Pays de Galles comme Cymru, la Bretagne  comme  Breizh, les Cornouailles comme Kernow et l'île de Man comme Mannin.
Il y a également une branche internationale, et d'autres basées aux États-Unis et à Londres. Il y avait une branche à l'Île du Cap-Breton, au Canada, où une communauté parlant l'écossais existe toujours.

### Statut politique des pays
Le statut politique des pays est très différent. Le Royaume-Uni et particulièrement la France sont traditionnellement des États plus centralisateurs.
Certains pays celtiques ont obtenu un certain degré d'autonomie, bien que l'Irlande soit partitionnée :
- la république d'Irlande est indépendante ;
- l'Irlande du Nord dispose d'un parlement depuis 1921 (bicaméral de 1921 à 1973, monocaméral depuis 1973) ;
- l'Île de Man, est une dépendance de la couronne britannique, qui se situe en dehors du Royaume-Uni et de l'Union européenne ; elle possède un des régimes parlementaires les plus anciens du monde ;
- l'Écosse a obtenu son propre Parlement en 1999 ;
- le Pays de Galles a obtenu sa propre Assemblée en 1999.

Il existe aussi également une campagne mineure pour obtenir une Assemblée de Cornouailles.
Ainsi, trois des nations sont des nations constitutives de l’État du Royaume-Uni, une partiellement, et une autre est une dépendance de la Couronne britannique. La Bretagne n'a pas de statut politique, elle couvre une région de la République française et une partie d'une autre.

## Magazines
En 1972, Breton News prend le nom de Carn, une dénomination commune dans toutes les langues celtiques, et devient l'organe officiel de la Ligue celtique. Carn est un magazine trimestriel. Les articles sont écrits dans les six langues celtiques et en anglais. La couverture du magazine est une représentation semblable à la carte des six pays celtiques avec leurs noms. Dans le passé, des articles sont parus aussi en français. Parmi les contribuants principaux, il y a Sorley MacLean, mais la qualité et l'exactitude des articles est fortement variable.
La branche américaine imprime son propre bulletin trimestriel, Six Nations, One Soul, qui fournit des nouvelles sur les activités et les événements de cette branche au sein des communautés celtiques aux États-Unis. Elle édite aussi des lettres des membres, et des comptes rendus de livre et de musique à thème celtique.
Chacune des branches a édité son propre magazine de façon épisodique.

### Rédacteurs du Carn
- Frang MacThòmais : (1973 - 1974)
- Padraig Ó Snodaigh : (1974 - 1977)
- Cathal Ó Luain : (1977 - 1981)
- Pedyr Pryor : (1981 - 1984)
- Pat Bridson : (1984 - présent)

## Origine
En 1961, Alan Heusaff, avec Yann Fouéré, Gwynfor Evans et J. E. Jones, respectivement président et secrétaire général du Plaid Cymru, fonde à Rhosllanerchrugog, près de Wrecsam  au Pays de Galles, la Ligue celtique, mouvement dans lequel les différents partis nationalistes des régions celtiques étaient représentés. Elle s'est développée hors de divers autres organismes pan-celtiques, en particulier le Congrès Celtique en développant un discours plus politique, suivant les opinions de Hugh MacDiarmid et de quelques autres.
La Ligue celtique a envoyé à l'ONU le 4 novembre 1965 un mémorandum de 65 pages (en anglais) sur les droits de la Bretagne, de l'Écosse et du Pays de Galles à l'autodétermination.
La branche américaine, Celtic League, American Branch (CLAB), a été fondée à New York en 1974. 

### Polémiques internes
L'organisation est l'objet de polémiques occasionnelles, la plus notable est celle du statut de la Galice et des Asturies en tant que nations celtiques. Le consensus général dans l'organisation est d'affirmer qu'elles ne sont pas des nations celtiques en tant que telles, puisqu'elles n'ont aucune langue celtique encore parlée, ni aucun écrit de quelque nature (littéraire, administratif, etc.) rédigé dans une langue celtique, puisqu'on n'y parle plus aucun idiome celtique depuis près de 1 300 ans.

## Membres

### Secrétaires généraux
- Alan Heusaff : (1961 - 1984)
- J. Bernard Moffatt : (1984 - 1988)
- Davyth Fear : (1988 - 1990)
- Séamas Ó Coileáin : (1990 - 1991)
- Bernard Moffatt : (1991 - 2006),
- Rhisiart Tal-e-bot : (2006 - ),

La présidence et la vice-présidence ont fonctionné de 1961 à 1971 et sont depuis supprimées. Elles ont été tenues par Gwynfor Evans et Robert McIntyre. Pádraig Ó Conchúir était Président de 1972 à 1978.

### Membres notables et anciens membres
Pour les bretons : Bernard Le Nail, Alan Heusaff, les gallois : Gwynfor Evans, les écossais : Peter Berresford Ellis et Winnie Ewing.
Yann Gwilhamod, directeur du centre de formation des instituteurs de Diwan est le président de la Branche bretonne du Congrès. Le Congrès celtique s’est tenu à Carhaix en 2006.